# Antonio Olmos
Antonio Zazueta Olmos (México DF, 1963) es un fotorreportero mexicano afincado en Londres con gran presencia en el mundo editorial.

## Biografía
Antonio Olmos estudió fotografía en la Universidad Estatal de California en Fresno, en los Estados Unidos de América. En 1988 pasó a formar parte de la plantilla del Miami Herald, pero en 1991 decidió trabajar de modo independiente centrándose en Latinoamérica y estableciéndose en su país. Desde Ciudad de México cubría Centroamérica y el Caribe para la agencia Black Star. 
A partir del año 1993 se estableció en Londres dedicándose fundamentalmente a trabajos relacionados con los derechos humanos.
Dentro del campo comercial Olmos ha realizado trabajos para empresas como la editorial Penguin, Polydor, EMI, Sony, Adobe o Pfizer, además de diferentes trabajos para publicaciones como The Guardian, The Independent, The Observer, el Daily Telegraph, o para NGOs.

## Obra
En 2013, una imagen suya de Sol Campbell fue incluida en la exposición anual de la National Portrait Gallery de Londres entre las consideradas los mejores retratos del año en Inglaterra.

## Publicaciones
- 2013. The Landscape of Murder (El paisaje de la muerte), proyecto fotográfico realizado entre los años 2011 y 2012 captando los 210 lugares dentro de la órbita de la carretera M25 londinense donde se han producido asesinatos en los últimos años y que él ha subtitulado como Un retrato alternativo de Londres.,[3] con prólogo de Sean O'Hagan.[4][5]

## Premios
- 2001. World Press Photo , Primer Premio en la categoría Gente en las noticias[6]
- 2011 – Finalista en el Taylor Wessing Photographic Portrait Prize.[7]